# 글로리아 뭉크메예르
글로리아 문치마예르(Gloria Münchmeyer, 1938년 9월 2일 ~ )는 칠레의 배우이다.

## 참여 작품

### 영화
- 7월의 훌리오 꼬미엔자
- 거울 속의 달
- 비 오는 대관식
- 아버지 (2007년 영화)
- 댄서와 도둑